# Olof Johansson

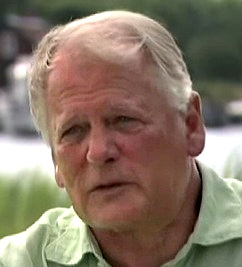
Olof Johansson (2012)

Olof Johansson (* 31. Juli 1937 in Ljungby) ist ein schwedischer Politiker der Centerpartiet.

## Leben
Johansson leistete ab 1970 seinen Wehrdienst als Reserveoffizier ab. Danach studierte er an der Handelshochschule Stockholm Wirtschaftswissenschaften. Johansson begann sich politisch zu engagieren und war von 1969 bis 1971 Vorsitzender der Jugendorganisation der Centerpartiet. Von 1987 bis 1998 war Johansson als Nachfolger von Karin Söder Parteivorsitzender der Centerpartiet. Ihm folgte als Parteivorsitzender Lennart Daléus. Von 1991 bis 1994 war Johansson als Nachfolger von Birgitta Dahl Umweltminister in Schweden. Nächster Umweltminister wurde Görel Thurdin.
Im Riksdag saß Johansson als Abgeordneter von 1971 bis 1976, von 1978 bis 1979 sowie von 1982 bis 1988. Nach dem Ende seiner politischen Karriere war Johansson in der schwedischen Privatwirtschaft tätig. Von 2002 bis 2009 war er Vorsitzender des schwedischen staatlichen Konzerns Systembolaget.